# 停不住的情歌
《停不住的情歌》是日本樂團生物股長的第27張單曲，於2014年7月9日由Epic Records Japan Inc.發售。

## 概要
本张单曲跟前作《笑颜》相隔接近一年（364天）發售，是生物股長单曲发行间隔最长的一次，作为组合2014年發行的第1張單曲，单曲中收录的两首歌曲都有搭配商业广告，而上首有商业广告搭配的B面曲则要追溯到六年前发行的《摇摆不定的罗曼蒂克》中所收录的《message》一曲。單曲附赠「生物卡片041」一張。

## 歌曲
《停不住的情歌》与2013年发行单曲《1 2 3 〜恋爱开始〜》同样被選為可尔必思“Calpis Water”的广告歌曲。
而B面曲《虹》则被选为了2014年元旦起公开的山崎麵包“Lunch Pack”的广告歌曲，并在单曲发行前就开始提供付费下载。

## 歌曲列表
| CD   | CD                          | CD       | CD       | CD   |
| 曲序 | 曲目                        | 词曲     | 编曲     | 时长 |
| ---- | --------------------------- | -------- | -------- | ---- |
| 1.   | 停不住的情歌                | 水野良樹 | 本間昭光 | 5:34 |
| 2.   | 虹 （）                     | 山下穗尊 | 江口亮   | 4:23 |
| 3.   | 停不住的情歌 -instrumental- | －       | －       |      |
| 4.   | 虹 -instrumental-           | －       | －       |      |

## 外部連結
- Sony Music上的介绍页 （页面存档备份，存于） （日語）